# تایوین لنیستر
تایوین لنیستر (انگلیسی: Tywin Lannister) یکی از شخصیت‌های بازی تاج‌وتخت است.
تایوین لنیستر لرد کستالی راک، سپر لنیسپورت و محافظ غرب یکی از قوی‌ترین و بی‌رحم‌ترین لردهای وستروس است. او در جوانی شاهد ضعیف شدن خاندانش به خاطر ضعف پدرش بود. او برای برگرداندن قدرت و شکوه لنیسترها دو خاندان پرچم‌دار سرکشش را نابود کرد. او در بیست سالگی دست پادشاه شد و بیست سال به عنوان دست پادشاه به خوبی کار کرد، اما بر اثر اتفاقاتی آیریس تارگرین دیوانه شد و به همه شک می‌کرد که می‌خواهند او را بکشند از جمله تایوین. آیریس پسر بزرگ تایوین را گارد پادشاهی کرد که باعث شد او نتواند ازدواج کند و وارث کسترلی راک باشد. به همین علت تایوین از مقام خود استعفا داد و به کسترلی راک بازگشت. پس از جنگ ترایدنت و قطعی شدن پیروزی رابرت، تایوین با تمام ارتشش به بارانداز پادشاه رفت و قول محافظت از آیریس در برابر رابرت را داد اما بعد از باز شدن دروازه‌های شهر او اقدام به غارت شهر کرد و دستور قتل همه خانواده پادشاه را داد.
پس از پیروزی رابرت او دخترش را به ازدواج رابرت براتیون در آورد و باعث شد پسر بزرگش جیمی لنیستر به خاطر کشتن پادشاه تنبیه نشود.
در زمان پادشاهی جافری براتیون به عنوان دست راست پادشاه خدمت میکرد هرچند که در زمان جنگ این عنوان را به پسر کوچک ترش تیریون واگذار کرد.
سر انجام به دست تیریون لنیستر پسر کوچکش کشته شد.